# توکای پهلوتیره
توکای پهلوتیره (نام علمی: Zoothera marginata) یک گونه از پرندگان خانواده توکایان (Turdidae) است. همچنین با نام‌های توکای قهوه‌ای کوچک، توکای زمینی نوک‌دراز و توکای زمینی پهلوتیره نیز شناخته می‌شود. این گونه تک‌نماد است (بدون زیرگونه) و با تعدادی از توکاها در سردهٔ Zoothera از جمله توکای نوک‌دراز و توکای پولکی گسترده مرتبط است. ادوارد بلیت در سال ۱۸۴۷ بر اساس نمونه‌ای جمع‌آوری‌شده در راخین در برمه (میانمار) آن را توصیف کرد.